# Julian Le Fay
Julian Le Fay (født 30. oktober 1965, død 22. juli 2025), døbt Benni Jensen og i 1980'erne også kendt som Benni Le Fay, var en dansk computerspil-programmør, der var bosat i USA.
I 1980'erne var han aktiv i Dansk Vampyr Selskab og i det danske electroband Russia Heat.
I 1990'erne vandt han anerkendelse som chefprogrammør på de klassiske MS-DOS-rollespil The Elder Scrolls: Arena (1994) og The Elder Scrolls II: Daggerfall (1996) fra firmaet Bethesda Softworks.
Le Fay døde den 22. juli 2025.